# Pontoon Dock (DLR)
Pontoon Dock is een station van de Docklands Light Railway in de Londense wijk Silvertown. Het station werd in 2005 in gebruik genomen en is genoemd naar een van de dokken van de Royal Docks. Het ligt tussen de stations West Silvertown en London City Airport.